# Got to Be There
Got to Be There è il primo album in studio del cantante statunitense Michael Jackson, pubblicato su etichetta Motown nel gennaio del 1972.

## Descrizione

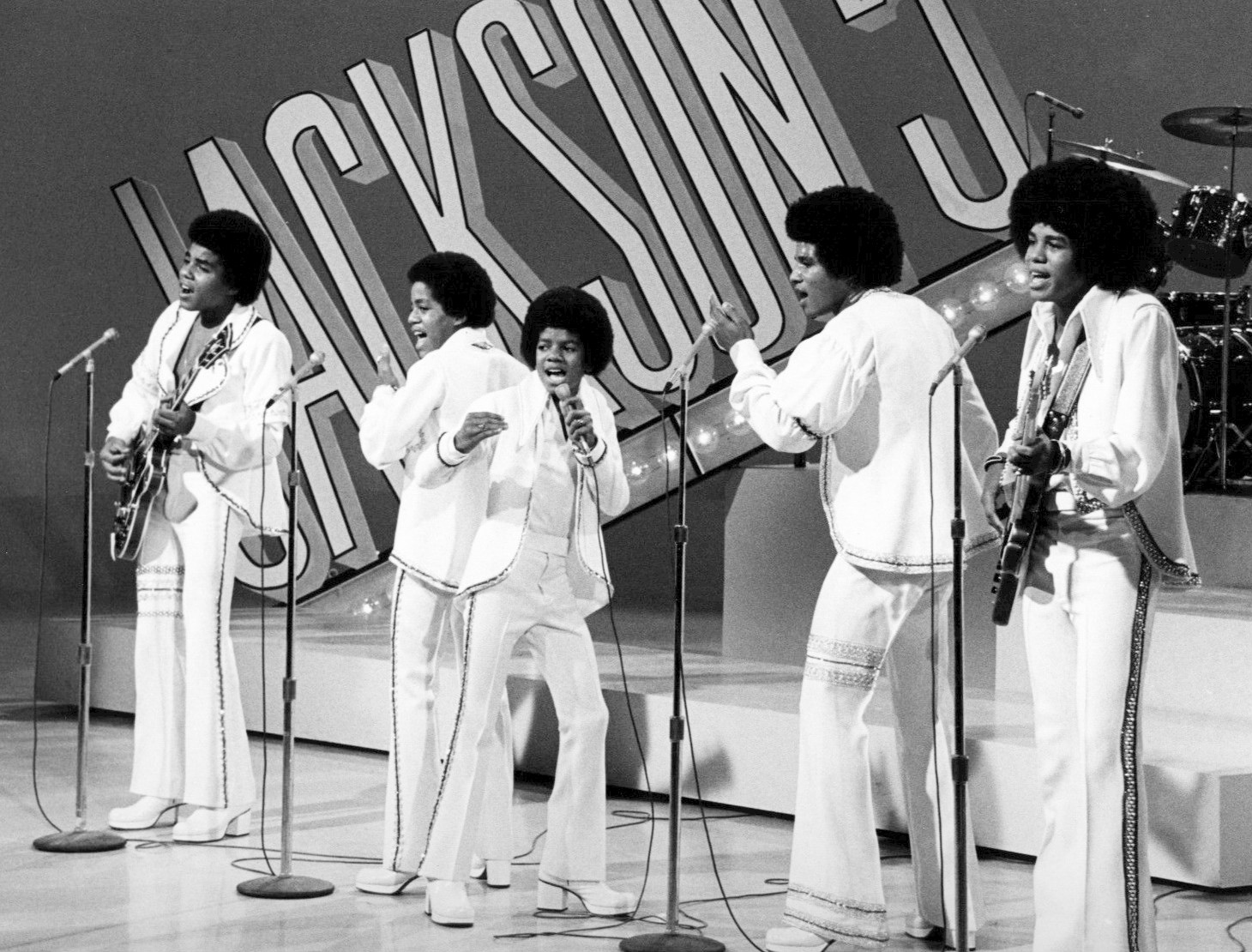
Michael Jackson (al centro) con i suoi fratelli nel 1972

Dopo il successo come cantante principale dei Jackson 5, la Motown Records volle sfruttare il talento di Michael promuovendo la sua carriera solista contemporaneamente a quella col suo gruppo di famiglia, facendogli incidere Got to Be There, il suo primo singolo da solista, pubblicato il 7 ottobre 1971, seguito, a gennaio del 1972, dall'album omonimo.
Anche se Michael Jackson aveva solo tredici anni quando uscì l'album, mise in mostra un'estensione vocale degna di un cantante veterano, come aveva già fatto in precedenza nei dischi incisi con i suoi fratelli nel gruppo Jackson 5.
La Motown pubblicò l'album solista di Michael Jackson nello stesso periodo in cui un altro fratello famoso di una famiglia famosa faceva lo stesso, Donny Osmond, che usciva con le canzoni Sweet & Innocent e Puppy Love. Il debutto di Jackson e quello di Osmond furono paragonabili dato che Jackson ebbe successo con la traccia Rockin' Robin che, come Puppy Love di Osmond, era un rifacimento di una vecchia canzonetta rock degli anni Cinquanta.
Il bambino prodigio sorprese tutti con le sue abilità vocali e, vedendo l'enorme successo che stava ottenendo, Berry Gordy fu incoraggiato a proseguire con la promozione della carriera solista di Michael Jackson pubblicando, a ottobre dello stesso anno, un secondo album solista del cantante, intitolato Ben.
Nel 2009 l'intero album è stato riproposto all'interno del cofanetto Hello World: The Motown Solo Collection.

## Tracce
1. Ain't No Sunshine – 4:09 (Bill Withers)
2. I Wanna Be Where You Are – 3:01 (Arthur "T-Boy" Ross, Leon Ware)
3. Girl Don't Take Your Love from Me – 3:46 (Willie Hutch)
4. In Our Small Way – 3:38 (Beatrice Verdi, Christine Yarian)
5. Got to Be There – 3:23 (Elliot Willensky)
6. Rockin' Robin – 2:31 (Jimmie Thomas)
7. Wings of My Love – 3:25 (Alphonso Mizell, Berry Gordy Jr., Deke Richards e Freddie Perren)
8. Maria (You Were the Only One) – 3:41 (Lawrence Brown, Linda Glover, George Gordy, Allen Story)
9. Love Is Here and Now You're Gone – 2:51 (Holland-Dozier-Holland)
10. You've Got a Friend – 4:53 (Carole King)

Durata totale: 35:18

## Accoglienza
L'album raggiunse la posizione numero 14 nella classifica generale di Billboard e la numero 3 in quella rhythm and blues negli Stati Uniti.

## Classifiche
| Classifica (1972)                      | Posizione massima |
| -------------------------------------- | ----------------- |
| Regno Unito                            | 37                |
| Classifica generale di Billboard (USA) | 14                |
| Classifica R&B (USA)                   | 3                 |